# KMyMoney
KMyMoney je svobodná multiplatformní aplikace pro podvojné účetnictví pro osobní finance. Program využívá některé knihovny KDE, jehož je součástí, ale s těmito knihovnami lze spustit i mimo toto grafické prostředí a běží tak na Linuxu, Windows nebo MacOS. Napsaný je v jazyce C++. Název tvoří písmeno K, odkazující právě na KDE, a anglické slovní spojení my money, moje peníze. Obdobným svobodným softwarem ze světa GNOME je GnuCash.